# Husí Lhota
Obec Husí Lhota se nachází v okrese Mladá Boleslav, kraj Středočeský. Rozkládá se asi osm kilometrů východně od Mladé Boleslavi. Žije zde 159 obyvatel.

## Historie
První písemná zmínka o obci pochází z roku 1391.

### Územněsprávní začlenění
Dějiny územněsprávního začleňování zahrnují období od roku 1850 do současnosti. V chronologickém přehledu je uvedena územně administrativní příslušnost obce v roce, kdy ke změně došlo:
- 1850 země česká, kraj Jičín, politický i soudní okres Mladá Boleslav[4]
- 1855 země česká, kraj Mladá Boleslav, soudní okres Mladá Boleslav[4]
- 1868 země česká, politický i soudní okres Mladá Boleslav[4]
- 1939 země česká, Oberlandrat Jičín, politický i soudní okres Mladá Boleslav[5]
- 1942 země česká, Oberlandrat Praha, politický i soudní okres Mladá Boleslav[6]
- 1945 země česká, správní i soudní okres Mladá Boleslav[7]
- 1949 Pražský kraj, okres Mladá Boleslav[8]
- 1960 Středočeský kraj, okres Mladá Boleslav[9]

## Obecní symboly
Obecní znak a vlajka byly obci přiděleny 12. května 2016. Obecná figura husy je mluvícím znamením ve vztahu k názvu obce, lilie je atributem sv. Anny, které je vysvěcena zdejší kaple, stejně tak zelená a červená barva štítu je odvozena od barvy pláště a šatu této světice. Snop představuje zemědělský charakter obce.

## Doprava
Silniční doprava
Obcí prochází silnice III. třídy. Ve vzdálenosti 2 km vede silnice I/16 Mělník – Mladá Boleslav – Sobotka – Jičín.
Železniční doprava
Železniční trať ani stanice na území obce nejsou. Nejblíže obci je železniční zastávka Dlouhá Lhota ve vzdálenosti 3,5 km ležící na trati 064 mezi Mladou Boleslaví a Dolním Bousovem.
Autobusová doprava
V obci zastavovaly v pracovních dnech května 2011 příměstské autobusové linky Kněžmost-Mladá Boleslav (2 spoje tam, 3 spoje zpět) (dopravce Dopravní podnik Kněžmost, s.r.o.) a Mladá Boleslav-Kněžmost-Dobšín,Kamenice (4 spoje tam i zpět) (dopravce TRANSCENTRUM bus, s.r.o.).

## Pamětihodnosti
- Kaple sv. Anny